# Међународна ауто-ознака
Међународна ауто-ознака је ознака која показује у којој је држави моторно возило регистровано и обезбеђује јединствену идентификацију возила. Ранији називи за ауто-ознаку су међународно регистрационо слово или међународни знак за промет. Женевска конвенција за путни саобраћај из 1949. г. и Бечка конвенција за путни саобраћај из 1968. г. је зову означавајући знак државе регистрације.
Додела ознака је у надлежности Економске комисије УН за Европу као публикација Јединствени знакови коришћени на возилима у међународном саобраћају (енгл. Distinguishing Signs Used on Vehicles in International Traffic, скр. DSIT), одобрена од стране Женевске конвенције за путни саобраћај и Бечке конвенције за путни саобраћај. Многе ауто-ознаке које су дефинисане након усвајања стандарда ISO 3166 се поклапају са двословним и трословним ISO кодовима. Југоисточни азијски  Договор ... за обављање прекограничног превоза робе и људи користи и ISO и DSIT кодове: ISO кодове користе Бурма (MYA), Кина (CHN) и Камбоџа (KH); DSIT кодове користе Тајланд (Т) и Лаос (LAO); док вијетнамски код VN је истовремено и ISO и DSIT код.
Женевска конвенција за путни саобраћај је ступила на снагу 26. марта 1952. године. Главна предност конвенције за возаче је обавеза држава потписница да прихвате легалност возила регистрованих у другим потписницама. Када се возило користи ван државе регистрације, мора имати међународну ауто-ознаку на задњој страни возила, одвојено од регистарске таблице.

## Историја

### Париска конвенција из 1909. године
Међународна конвенција у вези саобраћаја моторних возила, потписана у Паризу 1909. године, уводи приказивање јединствене национоналне ознаке на белој овалној плочици димензија 30  × 18  са црним словима. Конвенција захтева да плочица буде закачена на задњем крају возила, одвојено од регистрационе таблице. Такође, ознака је била ограничена на једно или два латинична слова.
| Ознаке по Париској конвенцији из 1909. године |        |
| --- | ------ |
| \| Држава \| Ознака \| \| ------------------------- \| ------ \| \| Аустрија \| \| \| Белгија \| \| \| Бугарска \| \| \| Велика Британија и Ирска \| \| \| Грчка \| \| \| Италија \| \| \| Мађарска \| \| \| Монако \| \| \| Немачка \| \| \| Португалија \| \| \| Румунија \| \| \| Русија \| \| \| Сједињене Америчке Државе \| \| \| Србија \| \| \| Француска \| \| \| Холандија \| \| \| Црна Гора \| \| \| Шпанија \| \| \| Шведска \| \| \| Швајцарска \| \| |        |
| Држава | Ознака |
| Аустрија |        |
| Белгија |        |
| Бугарска |        |
| Велика Британија и Ирска |        |
| Грчка |        |
| Италија |        |
| Мађарска |        |
| Монако |        |
| Немачка |        |
| Португалија |        |
| Румунија |        |
| Русија |        |
| Сједињене Америчке Државе |        |
| Србија |        |
| Француска |        |
| Холандија |        |
| Црна Гора |        |
| Шпанија |        |
| Шведска |        |
| Швајцарска |        |

### Париска конвенција из 1924. године
Међународна конвенција у вези моторног саобраћаја, потписана 1924. године у Паризу, је усвојила назив јединствени знак. Максимална дужина знака је продужена на три слова, и конвенција је дозволила доделу ознака за зависне територије које имају одвојен систем регистрације возила.
| Ознаке по Париској конвенцији из 1924. године |        |
| --- | ------ |
| \| Држава \| Ознака \| \| ----------------------------------- \| ------ \| \| Немачка[а] \| \| \| Сједињене Америчке Државе[а] \| \| \| Аустрија[а] \| \| \| Белгија[а] \| \| \| Бразил \| \| \| Велика Британија и Северна Ирска[а] \| \| \| Олдерни[б] \| \| \| Гибралтар[б] \| \| \| Гернси[б] \| \| \| Џерзи[б] \| \| \| Малта[б] \| \| \| Британска Индија[б] \| \| \| Бугарска[а] \| \| \| Чиле \| \| \| Кина \| \| \| Колумбија \| \| \| Куба \| \| \| Данска \| \| \| Гдањск \| \| \| Египат \| \| \| Еквадор \| \| \| Шпанија[а] \| \| \| Естонија \| \| \| Финска \| \| \| Француска[а][в] \| \| \| Гватемала \| \| \| Грчка[а] \| \| \| Хаити \| \| \| Мађарска[а] \| \| \| Ирска \| \| \| Италија[а] \| \| \| Летонија \| \| \| Лихтенштајн \| \| \| Литванија \| \| \| Луксембург \| \| \| Мексико \| \| \| Монако[а] \| \| \| Панама \| \| \| Парагвај \| \| \| Холандија[а] \| \| \| Холандска Источна Индија[г] \| \| \| Перу \| \| \| Персија \| \| \| Пољска \| \| \| Португалија[а] \| \| \| Румунија[а] \| \| \| Сар[д] \| \| \| Краљевина СХС[ђ] \| \| \| Сијам \| \| \| Шведска[а] \| \| \| Швајцарска[а] \| \| \| Сирија и Либан[д] \| \| \| Чехословачка \| \| \| Турска \| \| \| Совјетски Савез[е] \| \| \| Уругвај \| \| 1. 2. 3. 4. 5. 6. 7. |        |
| Држава | Ознака |
| Немачка |        |
| Сједињене Америчке Државе |        |
| Аустрија |        |
| Белгија |        |
| Бразил |        |
| Велика Британија и Северна Ирска |        |
| Олдерни |        |
| Гибралтар |        |
| Гернси |        |
| Џерзи |        |
| Малта |        |
| Британска Индија |        |
| Бугарска |        |
| Чиле |        |
| Кина |        |
| Колумбија |        |
| Куба |        |
| Данска |        |
| Гдањск |        |
| Египат |        |
| Еквадор |        |
| Шпанија |        |
| Естонија |        |
| Финска |        |
| Француска |        |
| Гватемала |        |
| Грчка |        |
| Хаити |        |
| Мађарска |        |
| Ирска |        |
| Италија |        |
| Летонија |        |
| Лихтенштајн |        |
| Литванија |        |
| Луксембург |        |
| Мексико |        |
| Монако |        |
| Панама |        |
| Парагвај |        |
| Холандија |        |
| Холандска Источна Индија |        |
| Перу |        |
| Персија |        |
| Пољска |        |
| Португалија |        |
| Румунија |        |
| Сар |        |
| Краљевина СХС |        |
| Сијам |        |
| Шведска |        |
| Швајцарска |        |
| Сирија и Либан |        |
| Чехословачка |        |
| Турска |        |
| Совјетски Савез |        |
| Уругвај |        |

### Бечка конвенција из 1977. године
Бечка конвенција о путном саобраћају, потписана 21. маја 1977. г. замењује раније конвенције у државама потписницама. У складу са чланом 48 конвенције, јединствени знак државе и даље мора бити постављен на задњем крају возила, али сада може бити, као у ранијим конвенцијама, бели овал са црним словима, одвојено од регистарске таблице, али исто тако може бити део дизајна регистрационе таблице, у ком случају мора бити присутан и на предњој таблици.
Унутар Европског економског простора (EEA), возила која носе регистарску таблицу у ЕУ формату не морају имати јединствени знак у виду овала. Такво означивање возила је такође прихваћено и ван ЕУ земаља. Separate signs are also not needed for Canada, Mexico and the United States, where the province, state or district of registration is usually embossed or surface-printed on the vehicle registration plate.

### Означавање возила у српском говорном подручју
У српском говорном подручју, прве међународне ознаке су уведене 1909. године, у Србији (SB), Црној Гори (MN) и Аустроугарској (A за аустријски део царства и H за подручје Мађарске).
Након уједињења у Краљевину СХС, ознака је 1919. године промењена у SHS, а након преименовања у Краљевину Југославију 1929. године, и ознака је промењена у Y. Након Другог светског рата, ознака је 1953. године промењена у YU, која се задржала до распада државе 1992. године.
Ново-независне државе су 1992. године усвојиле нове ознаке: Словенија (SLO), Хрватска (HR), Босна и Херцеговина (BIH) и Македонија (MK). Савезна Република Југославија је наставила да користи ознаку YU до преименовања у Државну заједницу Србије и Црне Горе 2003. године, када је усвојена ознака SCG. Након разлаза 2006. године, Србија је усвојила ознаку SRB, а Црна Гора ознаку MNE.

## Изглед ознаке
Међународна ауто-ознаке се састоји од једног, два или три латинична слова, исписана црном бојом на белом овалном пољу. Минимална висина слова мора бити 100 , а минималне димензије овала су 175  × 115 . Ознака може бити изведена на више начина: лимена плочица облика елипсе, самолепљива налепница или нацртана директно на возилу, и поставља се на задњем крају возила, обично  близу регистарске таблице.
У Европи, већина земаља користи ЕУ формат таблица, где је ознака државе део дизајна, на плавом ветикалном правоугаонику на левој страни таблице.